# Tarcisio Burgnich
Tarcisio Burgnich (Ruda, 1939. április 25. – 2021. május 26.) Európa-bajnok és világbajnoki ezüstérmes olasz labdarúgó, hátvéd, edző.

## Pályafutása

### Klubcsapatban
Az Udinese csapatában kezdte a labdarúgást, ahol 1958-ban mutatkozott be az első csapatban és két idényen át szerepelt, de csak nyolc bajnoki mérkőzésen jutott szóhoz. Az 1960–61-es idényben a Juventus labdarúgója volt. 13 bajnoki mérkőzésen szerepelt és ezzel tagja volt a bajnokcsapatnak. A következő idényben a Palermo játékosa volt és itt volt először meghatározó játékos: 31 bajnoki mérkőzésen lépett a pályára és egy gólt szerzett. 1962 és 1974 között pályafutása jelentős részét az Internazionale csapatánál töltötte. Négy olasz bajnoki címet szerzett a csapattal (1962–63, 1964–65, 1965–66, 1970–71) és tagja volt az 1963–64-es és 1964–65-ös BEK-győztes csapatnak. 1974 és 1977 között az SSC Napoli együttesében játszott és olasz kupa győztes lett a csapattal 1976-ban. Az aktív labdarúgástól 1977-ben vonult vissza.

### A válogatottban
Tagja volt 1960-as római olimpián részt vevő válogatottnak, amellyel negyedik helyezést ért el. 1963 és 1974 között 66 alkalommal szerepelt az olasz válogatottban és két gólt szerzett. Három világbajnokságon vett részt (1966, Anglia, 1970, Mexikó, 1974, NSZK). 1970-ben világbajnoki ezüstérmes lett csapattal. 1968-ban Európa-bajnok lett a válogatottal.

### Edzőként
1978 és 2001 között folyamatosan edzőként dolgozott. Többnyire csak egy, néha két idényt töltött egy-egy klubnál. A Como csapatánál három, a Livorno, a Catanzaro és a Genoa együtteseinél két időszakban volt vezetőedző. Ezenkívül tevékenykedett a Bologna, a Vicenza, a Cremonese, a Salernitana, a Foggia, a Lucchese, a Ternana és a Pescara csapatainál is.

## Sikerei, díjai
Olaszország
- Olimpiai játékok
  - 4.: 1960, Róma
- Világbajnokság
  - ezüstérmes: 1970, Mexikó
- Európa-bajnokság
  - aranyérmes: 1968, Olaszország

 Juventus
- Olasz bajnokság (Serie A)
  - bajnok: 1960–61

 Internazionale
- Olasz bajnokság (Serie A)
  - bajnok: 1962–63, 1964–65, 1965–66, 1970–71
- Bajnokcsapatok Európa-kupája (BEK)
  - győztes: 1963–64, 1964–65
  - döntős: 1966–67
- Interkontinentális kupa
  - győztes: 1964, 1965

 SSC Napoli
- Olasz kupa (Coppa Italia)
  - győztes: 1976